# NGC 4013
NGC 4013是一个位于大熊座的棒旋星系，距离地球5500万光年，属于大熊座星系团。1989年12月30日人们在星系内发现超新星SN 1989Z。